# Choi Yu-ju
Choi Yu-ju (hangul: 최유주 (); Goyang, Provincia de Gyeonggi, 5 de marzo de 1997), también conocida monónimamente como Yuju, es una cantante y actriz surcoreana de FNC Entertainment. Ella es exmiembro del grupo femenino surcoreano Cherry Bullet.

## Carrera
Antes de su debut, Choi apareció en el video musical de "Love Yourself" de BTS, como la pareja de Jin. En 2017, fue seleccionada como modelo exclusiva de los uniformes escolares SMART junto con su compañera de agencia Jiwon.
El 24 de noviembre de 2018, Choi fue presentada como miembro de un nuevo grupo femenino a través del reality show de Mnet Insider Channel Cherry Bullet. El grupo debutó con un álbum sencillo, Let's Play Cherry Bullet, que fue lanzado el 21 de enero de 2019. Choi hizo su debut actoral en la serie web Be My Boyfriend, que se estrenó el 25 de febrero de 2021.
El 1 de octubre de 2021, Choi se unió a la serie dramática de KBS1 The All-Round Wife, la cual fue su primera participación en un drama. El mismo año, Choi también apareció en la serie Jinx de KakaoTV, junto con su compañera de grupo Bora.
El 20 de septiembre de 2022, Choi hizo su primer papel protagónico en la serie web de fantasía My 20th Twenty, que se estrenó el 21 de abril de 2023. El 17 de octubre de 2023, Choi fue elegida para participar en la serie de televisión de SBS The Escape of the Seven.
El 22 de abril de 2024, FNC Entertainment anunció la disolución del grupo. Choi permanece bajo la supervisión de FNC para sus actividades individuales. El 11 de diciembre, Choi fue elegida para participar en la serie de televisión de ENA Namib.

## Discografía

### Apariciones en bandas sonoras
| Título       | Año  | Álbum     |
| ------------ | ---- | --------- |
| "Flower Way" | 2024 | Namib OST |

## Filmografía

### Series de televisión
| Año       | Título                  | Papel                  | Notas            | Ref.   |
| --------- | ----------------------- | ---------------------- | ---------------- | ------ |
| 2021-2022 | The All-Round Wife      | Gong Ju-ah             |                  | [ 5 ]  |
| 2023-2024 | The Escape of the Seven | Song Ji-sun / Michelle | Temporadas 1 y 2 | [ 12 ] |
| 2024-2025 | Namib                   | Kyung Ha-na            |                  | [ 10 ] |

### Series web
| Año  | Título          | Papel        | Ref.   |
| ---- | --------------- | ------------ | ------ |
| 2021 | Be My Boyfriend | Seong Han-na | [ 13 ] |
| 2021 | Jinx            | Su-jin       | [ 6 ]  |
| 2023 | My 20th Twenty  | Kang So-won  | [ 14 ] |

### Programas web
| Año       | Título                        | Papel               | Ref.  |
| --------- | ----------------------------- | ------------------- | ----- |
| 2018-2019 | Insider Channel Cherry Bullet | Miembro del reparto | [ 1 ] |

### Apariciones en videos musicales
| Año  | Título de la canción | Artista | Ref.   |
| ---- | -------------------- | ------- | ------ |
| 2017 | "Someone to Love"    | Honeyst | [ 15 ] |
| 2017 | "Love Yourself"      | BTS     | [ 3 ]  |

## Reconocimientos
| Ceremonia de entrega de premios | Año  | Categoría               | Candidato / Trabajo     | Resultado | Ref.   |
| ------------------------------- | ---- | ----------------------- | ----------------------- | --------- | ------ |
| SBS Drama Awards                | 2024 | Mejor Actriz Revelación | The Escape of the Seven | Ganadora  | [ 16 ] |